# Sac aérien (oiseau)
 (mai 2013).
Si vous disposez d'ouvrages ou d'articles de référence ou si vous connaissez des sites web de qualité traitant du thème abordé ici, merci de compléter l'article en donnant les références utiles à sa vérifiabilité et en les liant à la section « Notes et références ».
Pour les articles homonymes, voir sac aérien.

Système respiratoire du pigeon
1 Humérus "creux".
2 Sac aérien interclaviculaire.
3 Trachée.
4 Sacs aériens thoraciques.
5 Sacs aériens abdominaux.
6 Poumons.

Les sacs aériens (Sacci pneumatici) sont des organes du système respiratoire propres aux ptérosaures, aux oiseaux et à leurs ancêtres dinosauriens (soit au clade des Ornithodira).
Les sacs aériens des oiseaux sont des appendices à paroi mince des poumons, qui, comme des soufflets, permettent de transporter l'air à travers les poumons. Cependant, aucun échange de gaz n'y a lieu. Ce sont des sacs très fins avec une paroi transparente. Outre leur fonction de « moteur de la respiration », ils participent également à la vocalisation. Les expirations à haute fréquence (exhalations) sont modulées dans le syrinx et permettent aux oiseaux de chanter. La troisième fonction importante des sacs d'air est leur participation à la thermorégulation par libération de chaleur par évaporation. 
On en distingue plusieurs types de sacs aériens : les sacs aériens antérieurs (cervical, claviculaire, thoracique cranial), et les sacs aériens postérieurs (thoracique caudal et abdominal). Les sacs aériens se prolongent dans les plus gros os, augmentant fortement leur capacité à inspirer. Toutes les espèces ne possèdent pas le même nombre de sacs aériens, mais ils représentent cependant un volume important.

## Description
Les poumons des oiseaux sont ventilés par des organes appelés les sacs aériens antérieurs et postérieurs,. Les sacs aériens ne jouent pas de rôle dans les échanges gazeux mais contribuent à apporter un volume fixe d’air frais. Grâce aux sacs aériens, l'air traverse les poumons de façon continue indépendamment des mouvements d'inspiration et d'expiration. Grâce à ce systèmes de poches d'air, l'apport d'oxygène dans le sang est continu.

### Structure

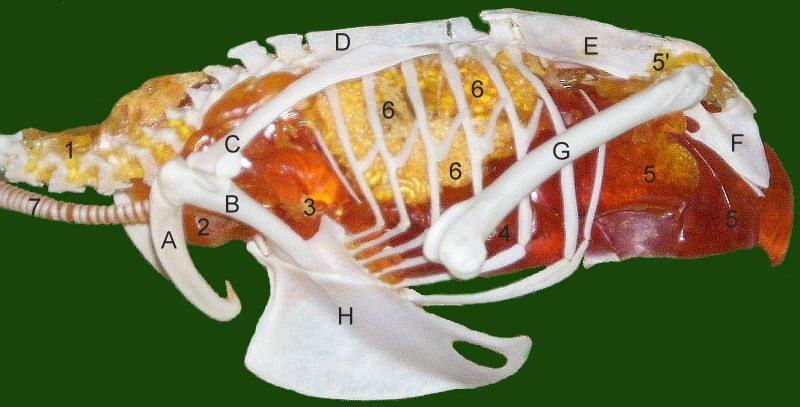
Ce diagramme montre les sacs aériens et le reste de l'appareil respiratoire des oiseaux. 1 : sac aérien cervical ; 2 : sac claviculaire ; 3 : sac thoracique cranial ; 4 : sac thoracique caudal ; 5 : sac abdominal (5' diverticules vers la ceinture pelvienne) ; 6 : poumon ; 7 : trachée (les petits éperons blancs situés environ à mi-chemin des côtes sont les apophyses uncinées).

Les sacs aériens sont délimités par une membrane et sont reliés :
- aux poumons par des bronches particulières appelées mésobronches ;
- à certains os creux (humérus et sternum pour le sac interclaviculaire, bassin et fémurs pour les sacs abdominaux)[4],[5], à l'intérieur desquels ils se prolongent[6] en formant des poches d'air[7].

## Fonctions
Les sacs aériens permettent d'alimenter les poumons en permanence en fonctionnant comme des soufflets. Ils permettent en outre de refroidir le corps, grâce à la surface étendue d'évaporation des sacs. Cette thermorégulation, assurée également par la surface d'évaporation des poumons, est d'autant plus importante que la présence de plumes réduit très fortement la sudation et que les oiseaux n'ont pas de glandes sudoripares.
Les sacs aériens participent à l'allègement du squelette des oiseaux, leurs os pneumatiques étant perforés par des orifices amenant l'air des poumons dans ces sacs.

## Cas particuliers
Les sacs aériens peuvent représenter un volume important chez les oiseaux pratiquant le vol. Par exemple, ils représentent 18 % du volume corporel d'un Canard colvert.[réf. nécessaire] Chez certaines espèces, les sacs aériens sont reliés à des diverticules logés sous la peau de la gorge ou de la poitrine et capables de se gonfler d'air, utilisés par les mâles au cours de la parade nuptiale. C'est le cas chez les Fregatidae, dont le mâle possède une poche de peau nue, rouge, capable de se gonfler de façon impressionnante. Chez certaines espèces de tétras d'Amérique, il existe une structure analogue sous la peau de la poitrine ou de la gorge, couverte de plumes : lorsque les poches se gonflent, les plumes se redressent en forme de colerette et dénudent une zone de peau généralement colorée en rouge, violet ou jaune (Tympanuchus cupido ou Centrocercus urophasianus par exemple).

## Fossiles

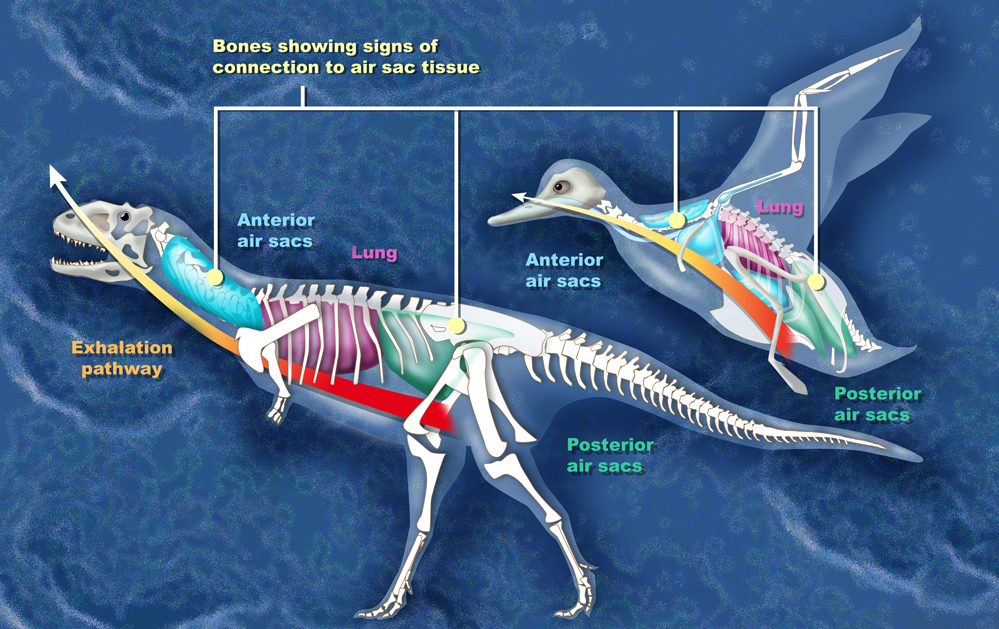
Comparaison entre les sacs aériens d'un dinosaure (un Majungasaurus) et ceux d'un oiseau.

La présence de sacs aériens se déduit des fossiles par la présence des cavités des os servant de prolongation aux sacs. De la structure des os et de la présence de ses cavités, les paléontologues déduisent si un fossile est celui d'une espèce de la lignée d'un dinosaure, dont les oiseaux font partie. Aujourd'hui, aussi essentiel au vol que les plumes, l'organe a précédé la fonction (actuelle).[réf. nécessaire]